# A-League Women 2021-22
La A-League Women 2021-22 fue la 14.ª edición de la A-League Women, la máxima categoría del fútbol femenino en Australia. Fue la primera edición bajo el nombre de A-League Women, habiendo sido nombrada la liga hasta entonces como W-League. Participaron 10 equipos en 14 jornadas y una fase final de eliminatorias a la que clasificaron los 4 primeros equipos de la temporada regular.
Melbourne Victory fue el defensor del título y el campeón del certamen, por otro lado, Sydney FC quien la temporada pasada había ganado la temporada regular logro nuevamente ganarla y ser subcampeón de liga.

## Equipos
| Equipo                   | Ciudad                | Estadio                                                                    | Capacidad                   |
| ------------------------ | --------------------- | -------------------------------------------------------------------------- | --------------------------- |
| Adelaide United          | Adelaida              | Marden Sports Complex Coopers Stadium                                      | 6.000 16.500                |
| Brisbane Roar            | Brisbane              | Suncorp Stadium Lions Stadium                                              | 52.500 5.000                |
| Canberra United FC       | Canberra              | Viking Park                                                                | 7.000                       |
| Melbourne City           | Melbourne             | Frank Holohan Soccer Complex                                               | 2.000                       |
| Melbourne Victory        | Melbourne             | Lakeside Stadium Epping Stadium AAMI Park Latrobe City Stadium             | 12.000 10.000 30.050 12.000 |
| Newcastle Jets           | Newcastle             | No.2 Sportsground McDonald Jones Stadium                                   | 5.000 33.000                |
| Perth Glory              | Perth                 | Dorrien Gardens                                                            | 4.000                       |
| Sydney FC                | Sídney Wollongong     | Seymour Shaw Jubilee Oval Leichhardt Oval WIN Stadium                      | 5.000 20.505 20.000 23.000  |
| Western Sydney Wanderers | Sídney                | Marconi Stadium Estadio ANZ Western Sydney Stadium Wanderers Football Park | 9.000 83.500 30.000 1.000   |
| Wellington Phoenix       | Wellington Wollongong | Sky Stadium WIN Stadium                                                    | 34,500 23,000               |

## Temporada regular
| Pos | Equipo                   | Pts | PJ | G  | E | P  | GF | GC | DIF | Clasificación |
| --- | ------------------------ | --- | -- | -- | - | -- | -- | -- | --- | ------------- |
| 1   | Sydney FC (T)            | 35  | 14 | 11 | 2 | 1  | 36 | 6  | +30 | Eliminatorias |
| 2   | Melbourne City           | 33  | 14 | 11 | 0 | 3  | 29 | 11 | +18 | Eliminatorias |
| 3   | Adelaide United          | 27  | 14 | 9  | 0 | 5  | 33 | 17 | +16 | Eliminatorias |
| 4   | Melbourne Victory (C)    | 24  | 14 | 7  | 3 | 4  | 26 | 22 | +4  | Eliminatorias |
| 5   | Perth Glory              | 24  | 14 | 7  | 3 | 4  | 20 | 23 | 3   |               |
| 6   | Brisbane Roar            | 17  | 14 | 5  | 2 | 7  | 28 | 30 | −2  |               |
| 7   | Canberra United          | 13  | 14 | 2  | 7 | 5  | 24 | 29 | −5  |               |
| 8   | Newcastle Jets           | 10  | 14 | 2  | 4 | 8  | 15 | 30 | −15 |               |
| 9   | Western Sydney Wanderers | 7   | 14 | 1  | 4 | 9  | 7  | 27 | −20 |               |
| 10  | Wellington Phoenix       | 7   | 14 | 2  | 1 | 11 | 13 | 36 | −23 |               |

Fuente:A-leagues
(T) Campeón del torneo regular (Clasificado a liga de Campeones de la AFC)
(C) Campeón de la temporada

## Eliminatorias finales
| Ronda            | Equipo 1          | Resultado | Equipo 2          |
| ---------------- | ----------------- | --------- | ----------------- |
| Semifinales      | Sydney FC         | 4-2       | Melbourne City    |
| Semifinales      | Adelaide United   | 1-2       | Melbourne Victory |
| Final Preliminar | Melbourne Victory | 3-1       | Melbourne City    |
| Gran Final       | Sydney FC         | 1-2       | Melbourne Victory |

| Campeón           |
| Melbourne Victory |
| 3.° título        |